# Stubbrytare

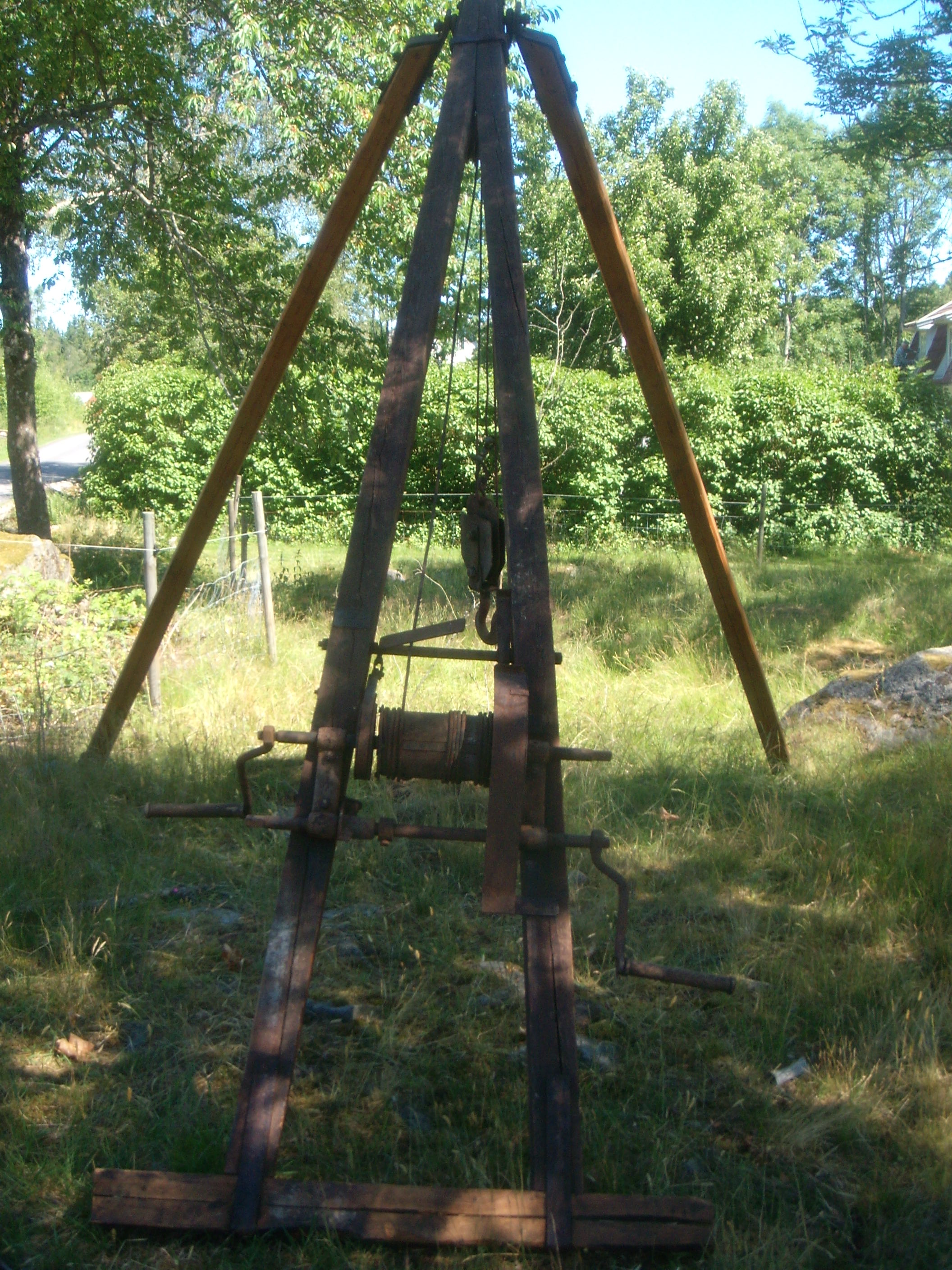
Stubbrytare

En stubbrytare är ett redskap för att bryta stubbar, det vill säga lyfta loss dem från jorden, bland annat till tjärdalar. Stubbrytaren har form av en tripod, dvs den har tre ben varav en är dubblad och innehåller en vinsch. Tack vare den inbyggda taljan och ibland även växlar kan den åstadkomma en uppåtriktad kraft på upp till 50 KN. Förutom styrkan att dra upp stubbar, erbjöd dessutom stubbrytaren en viktig fördel för 1800-talets nybyggare; jorden rensades också från de många långa rötter man tidigare fick gå med hacka och spade för att ta upp.
Stubbrytaren var en sorts mobil lyftkran som innan grävmaskinernas intåg och gjorde det möjligt förutom att bryta stubbar även bygga vägar, gräva brunnar och flytta stenar. Ordet 'stubbrytare' är känt sedan 1869, och redskapet används även idag, även om den hade sin största betydelse före andra världskriget. Idag avses med stubbrytare ibland ett redskap med samma ändamål, avsett att kopplas på en grävmaskin.

## I litteraturen
Om stubbrytaren skriver Torgny Lindgren i novellen Stubbrytaren :
Han är en apparat. Jag säger det för att du ska förstå att han icke är en människa eller ett odjur och icke heller trävirket och järnbitarna och linan och kroken.
Tre storgrovben av trästolparna och högst opp blocken, och så kugghjulen, det är kugghjulen och blocken som gör alltihop, och oppå sidan en vev av järnet, och du lägger linan kringom det som du ska lyfta opp, stenen eller stubben, och du fäster linan med kroken och sedan drager du veven runt, och för varje varv du gör med veven så lyfter du stenen eller stubben en bråkdel borti en tum, din kraft tusenfaldigas. Med stubbrytaren kan en svagstackare lyfta opp slaktade hästar och jordfasta stenar.